# Katarzyna Matras-Postołek
Katarzyna Matras-Postołek – polski specjalista w zakresie nanomateriałów i chemii fizycznej, profesor nadzwyczajny Politechniki Krakowskiej im. Tadeusza Kościuszki. W kadencji 2021–2024 sprawuje funkcję prodziekana Wydziału Inżynierii i Technologii Chemicznej tej uczelni.
Jej zainteresowania naukowe koncentrują się wokół szeroko pojętych zagadnień związanych z funkcjonalnymi nanomateriałami oraz z ich potencjalnym zastosowaniem w optoelektronice, biologii i fotokatalizie. Jest autorem/współautorem ponad 50 publikacji indeksowanych przez JCR.